# Dragoljub Dinić
Dragoljub Dinić (srbsko Драгољуб Динић), srbski general, * 21. avgust 1881, † 20. januar 1966.

## Življenjepis
Med letoma 1926 in 1937 je bil predavatelj na Vojaški akademiji VKJ in med letoma 1945 in 1947 je bil na Vojaški akademiji JLA.